# Yn (géorgien)

Yn en lettre capitale.

## Caractère
Ⴧ
1. Yn, lettre additionnelle de l’alphabet géorgien asomtavruli. Unicode : U+10C7[1].